# Kabinetsstyre
Kabinetsstyre er den ene af de to regeringsformer der blev anvendt under den danske enevælde; den anden var kollegiestyre.
Navnet kommer af at kongen regerede direkte fra sit eget kontor, kabinettet, hvorfra der via kabinetssekretæren sendtes ordrer direkte til statsadministrationen, og altså udenom Gehejmestatsrådet (eller Gehejmekonseillet).